# Ischnocnema bolbodactyla
Ischnocnema bolbodactyla es una especie de anfibio anuro de la familia Brachycephalidae.

## Distribución geográfica
Esta especie es endémica del estado sureño de Río de Janeiro en Brasil. Habita hasta 400 m de altitud.

## Publicación original
- Lutz, 1925 : Batrachiens du Brésil. Compte Rendu des Séances de la Société de Biologie Paris, vol. 93, n.º 21, p. 137-139.[5]